# Gerd Friederich
Gerd Friederich (* 16. Januar 1944 in Kröben/Krobia) ist ein deutscher Schulpädagoge und Schriftsteller.

## Leben und Wirken
Gerd Friederich ist im hohenlohischen Langenburg und schwäbischen Bietigheim an der Enz aufgewachsen. Nach dem Abitur studierte er in Würzburg und Ludwigsburg fürs Lehramt (Deutsch, Kunst, Geschichte, Geografie), unterrichtete am Gymnasium in Schwäbisch Hall, an der Realschule in Reutlingen und an der Grund- und Hauptschule in Ludwigsburg. Anschließend absolvierte er das „Tübinger Studium“ (Aufbaustudium), bestehend aus dem Besuch von Lehrveranstaltungen an der Eberhard Karls Universität Tübingen und Unterrichtserprobungen an allen allgemeinbildenden Schularten. Das bestandene Examen befähigte ihn zu Führungsaufgaben in allen Schularten und höheren Stellen in Schulverwaltung und Lehrerbildung. Von 1975 bis 1977 war Friederich als wissenschaftlicher Angestellter am Institut für Erziehungswissenschaft der Universität Tübingen tätig und promovierte 1977 bei Ulrich Herrmann. Danach war er Lehrer (an der Realschule in Mössingen, an zwei Gymnasien in Tübingen und an einer Lernbehindertenschule in Tübingen), Schulaufsichtsbeamter (Schulamt Reutlingen, Oberschulamt Tübingen und Schulamt Bad Mergentheim) und Lehrerausbilder (am Studienseminar für Gymnasiallehrer in Tübingen, Seminarleiter für Grund- und Hauptschulen in Tübingen, Seminarleiter für Realschulen in Reutlingen, Lehrbeauftragter an den Pädagogischen Hochschulen Heidelberg und Ludwigsburg und Direktor des Lehrerseminars in Bad Mergentheim).
Besonders hervorzuheben sind die von ihm erarbeiteten Bibliographien zur Erziehungs- und Schulgeschichte.
In seinem Ruhestand hat Friederich zahlreiche historische Romane veröffentlicht, die im schwäbischen Raum spielen.

## Schriften
Wissenschaftliche und schulpädagogische Arbeiten
- Die Volksschule in Württemberg im 19. Jahrhundert (= Studien und Dokumentationen zur deutschen Bildungsgeschichte. Bd. 6). Beltz, Weinheim 1978, ISBN 3-412-05882-3 (= Dissertation Universität Tübingen).
- mit Hildegard Müller: Bibliographie zur südwestdeutschen Erziehungs- und Schulgeschichte. Drei Bände (= Veröffentlichung des Alemannischen Instituts. Bd. 54–56). Konkordia-Verlag, Bühl/Baden 1982–1986.
- mit Ulrich Herrmann: Bibliographie der deutschen erziehungswissenschaftlichen Hochschulschriften 1885–1945. Beltz, Weinheim 1983, ISBN 3-407-58186-6.
- mit Siegfried Hauer (Hrsg.): EBA – das erweiterte Bildungsangebot an Hauptschulen (= Hauptschule heute. Bd. 1). Konkordia-Verlag, Bühl/Baden 1985, ISBN 3-7826-0105-X.
- Anregungen und Hilfen zur Unterrichtsgestaltung an kleinen Grundschulen. Neckar-Verlag, Villingen-Schwenningen 1985.
- als (Hrsg.): Landeskunde im Erweiterten Bildungsangebot der Hauptschule. Neue Zugänge zur Heimat (= Schriftenreihe Lehren und Lernen. Bd. 34). Neckar-Verlag, Villingen-Schwenningen 1985.
- Leiten – Lenken – Führen. Modernes Schulleitungsmanagement. Auer, Donauwörth 2005, ISBN 3-403-04331-2.
- Die betrogenen Schüler. Woran krankt unser Schulwesen? Wie ein modernes Schulsystem gestaltet werden kann! Auer, Donauwörth 2006, ISBN 3-403-04710-5.
- mit Magda Krapp: Schulleitung kompakt. Schule leiten und gestalten [Grundschule/Sekundarstufe I+II]. Auer, Donauwörth 2015, ISBN 978-3-403-07710-7.

Belletristik
- Der Kainsmaler. Roman. Silberburg-Verlag, Tübingen 2009, ISBN 978-3-87407-825-2.
- Schwabenbomber. Ein Leben auf Abwegen. Historischer Roman. Silberburg-Verlag, Tübingen 2011, ISBN 978-3-8425-1151-4.
- Kälberstrick. Eine schwäbische Kriminalgeschichte aus dem Jahr 1840. 3. Auflage. Silberburg-Verlag, Tübingen 2012, ISBN 978-3-87407-985-3.
- Sichelhenke. Historischer Kriminalroman. Silberburg-Verlag, Tübingen 2012, ISBN 978-3-8425-1185-9.
- Tod dem König. Historischer Kriminalroman. Silberburg-Verlag, Tübingen 2013, ISBN 978-3-8425-1272-6.
- Fräulein Lehrerin. Roman. Silberburg-Verlag, Tübingen 2015, ISBN 978-3-8425-1433-1.

- Der Dorfschulmeister. Historischer Roman. Silberburg-Verlag, Tübingen 2016, ISBN 978-3-8425-1466-9.
- Verlorene Jahre. Roman. Silberburg-Verlag, Tübingen 2018, ISBN 978-3-8425-1814-8.
- LandLebenLiebe. Dorfgeschichten. Books on Demand, Norderstedt 2020, ISBN 978-3-7504-9582-1.
- Der Glücksritter. Books on Demand, Norderstedt 2022, ISBN 978-3-7562-9872-3.
- Die Reise. Books on Demand, Norderstedt 2023, ISBN 978-3-7578-5693-9.
- Unser kleines Paradies. Books on Demand, Norderstedt 2024, ISBN 978-3-7597-8818-4.
- Mit allen Wassern gewaschen. Books on Demand, Norderstedt 2024, ISBN 978-3-7597-9662-2.
- Ein einziger Tag. Books on Demand, Norderstedt 2025, ISBN 978-3-7693-2688-8.